# Bloodflowers
Bloodflowers ist das elfte Studioalbum der britischen Band The Cure, das im Februar 2000 erschien.

## Entstehung und Veröffentlichung
Die Erstveröffentlichung von Bloodflowers erfolgte am 14. Februar 2000 bei den Musiklabels Fiction Records und Polydor. Das Album erschien in seiner Originalausführung als CD mit neun Titeln (Katalognummer: 543 123-2). Am 29. August 2020 erschien es erstmals, zum 20-jährigen Jubiläum und im Zuge des Record Store Days, als LP-Ausführung (Katalognummer: 084 797-2). Eine Singleauskopplung aus dem Album erfolgte nicht.
Getextet, komponiert und produziert wurden die Lieder von Cure-Frontmann Robert Smith. Während er für den Schreibprozess alleine verantwortlich war, bekam er bei der Produktion Unterstützung durch Paul Corkett.

## Titelliste
1. Out of This World – 6:44
2. Watching Me Fall – 11:13
3. Where the Birds Always Sing – 5:44
4. Maybe Someday – 5:04
5. The Last Day of Summer – 5:36
6. There Is No If... – 3:44
7. The Loudest Sound – 5:09
8. 39 – 7:20
9. Bloodflowers – 7:31

## Rezeption
Von Allmusic bekam das Album drei von fünf Sternen. Bemängelt wurde, dass das Album „etwas großartiges“ hätte sein können, wenn sich Robert Smith ein wenig von seinem altbekannten Muster gelöst hätte.
Der Rolling Stone gab Bloodflowers 2,5 von fünf Sternen und schrieb, Robert Smith sei nicht in der Lage, fünf schlechte Lieder am Stück zu schreiben. Er sei allerdings dazu in der Lage, vier schlechte Lieder am Stück zu schreiben. Bedenkt man die Gesamtanzahl von 9 Liedern auf dem Album, sei dies „ein unverzeihliches Verhältnis“.
Bloodflowers war im Jahr 2001 für den Grammy Award in der Kategorie „Beste Alternative Musikalbum“ (Best Alternative Music Album) nominiert.

## Kommerzieller Erfolg

### Chartplatzierungen
Das Album avancierte zum Top-10-Erfolg in Frankreich und der Schweiz (je Rang 3), Deutschland, Norwegen und Schweden (Rang 5), Italien (Rang 8) und Belgien-Wallonien (Rang 9).
| ChartsChartplatzierungen       | Höchstplatzierung | Wochen |
| ------------------------------ | ----------------- | ------ |
| Deutschland (GfK)              | 5 (11 Wo.)        | 11     |
| Österreich (Ö3)                | 22 (7 Wo.)        | 7      |
| Schweiz (IFPI)                 | 3 (9 Wo.)         | 9      |
| Vereinigte Staaten (Billboard) | 16 (9 Wo.)        | 9      |
| Vereinigtes Königreich (OCC)   | 14 (3 Wo.)        | 3      |

### Auszeichnungen für Musikverkäufe
| Land/Region    | Auszeichnungen für Musikverkäufe (Land/Region, Auszeichnung, Verkäufe) | Verkäufe |
| -------------- | ---------------------------------------------------------------------- | -------- |
| Schweiz (IFPI) | Gold                                                                   | 25.000   |
| Insgesamt      | 1× Gold ·                                                              | 25.000   |